# Jakub Pešek
Jakub Pešek (Chrudim, 24 juni 1993) is een Tsjechisch voetballer die doorgaans als buitenste middenvelder of aanvaller speelt. Hij verruilde medio 2021 Slovan Liberec voor Sparta Praag. Pešek debuteerde in 2020 in het Tsjechisch voetbalelftal.